# 각기병
각기병(脚氣病, Thiamine deficiency)은 티아민(비타민 B1)의 결핍으로 인해 심부전과 말초 신경 장애를 초래하는 질환이다. 심부전에 따라 다리의 부종이 신경 장애로 인해 하지의 저림이 일어나는 것부터 각기병 이라고 한다. 심장 기능의 저하되고, 부전을 병발했을 때는 각기충심(脚氣衝心)으로 불린다. 영명인 베리베리(beriberi)는 스리랑카 원주민어로 '할 수 없다'를 나타내는 구이다.

## 원인
티아민의 부족

## 예방 및 치료
율무, 우렁이, 질경이, 피마자, 팥, 박 ,인동 ,무, 현미 등이 도움이 된다…

## 같이 보기
- 심부전
- 말초 신경 장애